# Desmond Child
Pour les articles homonymes, voir Child.
Desmond Child est un auteur-compositeur et producteur de musique américano-hongrois né le 28 octobre 1953 à Gainesville, en Floride.

## Biographie
Desmond Child a connu sa première grande réussite avec l'écriture de la chanson I Was Made For Loving You du groupe de hard rock américain Kiss. Coécrite avec Paul Stanley, chanteur et guitariste du groupe, teintée de disco, elle figure sur l'album Dynasty sorti en 1979. Depuis, il a continué à écrire pour beaucoup d'artistes rock comme Alice Cooper, Bon Jovi, Aerosmith, Dream Theater, Steve Vaï ou encore Scorpions pour l'album Humanity - Hour 1. Spécialiste des power ballad, il a également travaillé dans le domaine de la pop en composant pour Bonnie Tyler, Cher, Shakira, Ricky Martin ou encore Robbie Williams. En 2009, il a participé à la composition et à l'écriture de la chanson Zoom into me, du nouvel album Humanoid de Tokio Hotel, sorti le 5 octobre.
Desmond Child a acquis la citoyenneté hongroise en février 2016 à l'ambassade de Hongrie à Washington. Déclarant vouloir s'engager pour le développement et la popularisation de la scène pop magyare dans le monde, il a participé en août de la même année à l'écriture d'une chanson célébrant l'insurrection de Budapest de 1956 pour le compte du gouvernement.
Il est membre du Songwriters Hall of Fame depuis 2008.

## Discographie

### Desmond Child & Rouge
- Desmond Child & Rouge (Capitol Records) (1979)
- Runners in the Night (Capitol Records) (1979)

### Solo
Discipline (Elektra Records) (1991)

### Producteur et compositeur
Liste sélective
- I Was Made for Lovin' You : co-écrit avec le groupe de rock américain Kiss (1979).
- Livin' on a Prayer : co-écrit avec le groupe de rock américain  Bon Jovi (1986).
- Dude (Looks Like a Lady) : co-écrit avec le groupe de rock américain Aerosmith (1987).
- Heart's Done Time : co-écrit avec Aerosmith (1987).
- Angel : co-écrit avec Aerosmith (1988).
- I Hate Myself for Loving You : co-écrit avec la chanteuse américaine Joan Jett (1988).
- F.I.N.E.* : co-écrit avec Aerosmith (1989).
- What It Takes : co-écrit avec Aerosmith (1989)
- Flesh : co-écrit avec Aerosmith, (1993)
- Crazy : co-écrit avec Aerosmith, (1993)
- In My Dreams With You : co-écrit avec Steve Vai pour l'album Sex & Religion (1993)
- Old Before I Die (en) : co-écrit avec le chanteur britannique Robbie Williams (1997)
- Hole in My Soul : co-écrit avec Aerosmith (1997)
- Ain't That a Bitch : co-écrit avec Aerosmith (1997)
- Weird : co-écrit avec le groupe pop rock américain Hanson (1997) — chanson que Desmond Child considère comme la favorite de sa carrière lors de son discours d'introduction au Songwriters Hall of Fame[3]
- La copa de la vida : co-écrit avec le chanteur portoricain Ricky Martin (1998)
- Livin' la vida loca : co-écrit avec Ricky Martin (1999)
- Waking Up in Vegas : co-écrit avec le chanteuse américaine Katy Perry (2009)
- Another Last Goodbye : co-écrit avec Aerosmith (2012)
- Believe in Me : co-écrit avec le chanteuse britannique Bonnie Tyler (2013)

Voir aussi la catégorie « Chanson écrite par Desmond Child ».

### Collaboration et production: Albums studios
Humanoid : en collaboration avec le groupe pop rock allemand Tokio Hotel, sortie le 2 octobre 2009.